# Farfantepenaeus paulensis
Farfantepenaeus paulensis is een tienpotigensoort uit de familie van de Penaeidae. De wetenschappelijke naam van de soort is voor het eerst geldig gepubliceerd in 1967 door Pérez Farfante.